# 한국 불교의 종파
삼국 시대에 불교가 전래된 이래, 한국 불교에서는 때로는 새로운 종파가 성립되기도 하고 때로는 기존의 종파들이 통합되기도 하면서 여러 종파들이 성립 · 발전하였다.
삼국 시대에는 계율종이 큰 역할을 하였고, 남북국 시대와 고려 초기에는 선종의 9산이 성립되면서 5교9산이 확립되었다.
고려 중기에는 5교9산이 교종의 5교와 선종의 조계종 · 천태종의 5교양종으로 바뀌었다.
조선 시대에는 7종으로, 또 그 이후에는 선교 양종으로 폐합이 이루어졌다.
일제강점기에는 31본사제가 시행되었다.
1945년 해방과 더불어 한국불교의 고유성을 되찾는 운동이 전개되어 1962년에 대한불교 조계종이 발족되었다. 또한 대한불교 조계종 이외에도 대한불교 천태종 · 대한불교 진각종 등의 18종의 신흥 종파가 성립되었다.

## 삼국 시대의 불교 종파

### 불교의 전래와 호국 불교
한국에 처음 불교가 전래된 것은 고구려 소수림왕(小獸林王) 2년(372)에 전진(前秦)의 순도(順道)가 불상과 불경(佛經)을 전한 것에서 비롯된다.  고구려의 전래보다 12년 뒤인 침류왕(枕流王) 원년인 384년에 동진(東晋)의 마라난타(摩羅難陀)가 와서 백제에 불교를 전하였다.  신라의 불교전래는 자못 수난을 겪은 바 많았으나 법흥왕(法興王) 14년(527)에 이차돈(異次頓)의 순교를 고비로 하여 공인되었다.
삼국시대의 불교 전래는 국가를 통하여 이루어졌고 국가 중심적인 종교로 되었으므로 호국적(護國的)인 성격을 강하게 풍기게 되었다.  개인적인 치병(治病)이나 구복(求福)도 포함되지만 국가의 발전을 비는 호국신앙(護國信仰)이 강렬하였다.  나라를 보호한다는 유명한 《인왕경(仁王經)》을 위주로 한 백좌강회(百座講會) 의식이 성행하였고, 이를 통하여 국태민안을 기도하였다.  백제나 신라의 많은 절이 호국적인 성격을 띠었으며, 특히 왕흥사(백제) · 황룡사(신라)는 호국의식을 전담한 사찰로서 그 규모는 대단하였다.

### 교종 5교의 성립
국가 위주의 불교는 종파성립에도 큰 영향을 미쳐 삼국시대에 가장 큰 역할을 한 종파는 ① 계율종(戒律宗)이었다.  백제의 겸익(謙益)과 신라의 자장(慈藏)이 대표적인 계율종의 인물이었다.  특히 자장은 대국통(大國統)으로서 신라 불교를 총관장했다.  고구려에서는 말기에 보덕(普德)이 중심이 되어 도교(道敎)의 불로장생사상을 척파하기 위하여 모든 중생은 영원불멸의 불성(佛性)을 갖고 있다는 ② 열반종(涅槃宗)을 세우기도 하였다.
삼국 통일 이후 의상(義湘: 625-702)에 의하여 ③ 화엄종(華嚴宗)이 개종(開宗)되었으며, 그는 중국 화엄의 대종장인 지엄(智儼)에게 수학한 이후 귀국하여 영주에 부석사(浮石寺)를 창건, 화엄종의 중심 도량이 되었다.  입당유학을 하지 않고 학승으로 숭앙받은 원효(元曉: 617-686)는 ④ 법성종(法性宗)을 분황사(芬皇寺)에서 개창했으며, 법성종을 내세웠다고는 하나 화엄종, 기타 어느 종에도 치우침이 없었다.  그의 시호인 화정(和靜)에서 볼 수 있듯이 그는 일체를 화(和)로 통일시키려 했으므로 그 종을 해동종(海東宗)이란 별칭으로 부르기도 하였다.  또한 경덕왕(景德王: 재위 742-765) 때는 유가론(瑜伽論)과 유식론(唯識論)을 중심교학으로 연구체계화한 ⑤ 법상종(法相宗)이 진표(眞表)에 의하여 금산사(金山寺)에서 개종되었다. 진표는 미륵신앙이 강하였으며 미륵설계와 점찰법(占察法)으로 민간을 선도하였는데 대단한 교세를 이룩하였다.  위의 교종의 여러 파는 귀족사회에 환영을 받은 바 있지만 신라사회를 휩쓸었던 것은 미타신앙(彌陀信仰)인 정토교(淨土敎)의 형성이다.  이것은 원효의 무애가(無碍歌) · 무애춤에서 전교가 비롯된 신라 민중신앙의 대맥을 이룩하였던 것이다.

### 선종 9산의 성립
8세기 말∼9세기 초부터 선종(禪宗)이 유입되기 시작하였다.  다른 종파가 소의경전(所依經典)에 의하여 그 종파의 특색을 나타내는 데 반하여 선종은 불립문자(不立文字)를 내세우는 것이다.  천만언설(千萬言說)에 의하지 않고 다만 직지인심(直指人心)하여 견성성불(見性成佛)하는 종파이다.  이와 같은 선종은 달마(達磨)에 의하여 중국에 유입되고 6조(六祖) 혜능(慧能)에 의하여 가장 성하였다.
신라에는 선덕여왕(善德女王: 재위 632-647) 때 전래되어 헌덕왕(憲德王: 재위 809-826) 때 도의(道義)에 의하여 크게 떨쳐 신라 9산(山)을 이룩하였는데 그 9산은 보림사(寶林寺)를 중심으로 도의(道義)가 개산(開山)한 가지산(迦智山)파, 실상사(實相寺)를 중심으로 하여 홍척(洪陟)이 개산한 실상산(實相山)파, 대안사(大安寺)를 중심으로 하여 혜철(惠哲)이 개산한 동리산(棟裡山)파, 굴산사를 중심으로 하여 범일(梵日)이 개산한 사굴산파, 봉림사(鳳林寺)를 중심으로 하여 현욱(玄昱)이 개산한 봉림산파, 흥녕사(興寧寺)를 중심으로 하여 도윤(道允)이 개산한 사자산(獅子山)파, 봉암사(鳳岩寺)를 중심으로 하여 지선(智詵)이 개산한 희양산(曦陽山)파, 성주사(聖住寺)를 중심으로 하여 무염(無染))이 개산한 성주산파, 광조사(廣照寺)를 중심으로 하여 이엄(利嚴)이 개산한 수미산(須彌山)파이며, 앞서 교종과 합칭하여 5교9산(五敎九山)이라고 한다.

## 고려 시대의 불교 종파
고려에 와서도 5교 9산이 유지되다가 의천(義天: 1055-1101)이 천태종(天台宗)을 세우므로 9산이 합쳐 조계종(曹溪宗)이 되어 5교 양종으로 이룩되었다.

## 조선 시대의 불교 종파
조선 태종(太宗: 재위 1400-1418) 때 종파 통합을 꾀하여 7종(曹溪 · 天台 · 華嚴 · 慈恩 · 中神 · 摠南 · 始興)으로 하고, 세종 때는 선교 양종으로 폐합되었다.  선종은 봉은사(奉恩寺)가 본사가 되어 천태 · 총남 · 조계의 3종이 합치고, 교종은 봉선사(奉先寺)가 본사가 되어 화엄 · 자은 · 중신 · 시흥의 4종이 통합하여 선교 양종의 면목을 세웠다.

## 일제 강점기의 불교 종파
그러다가 1911년 일본의 사찰령(寺刹令)으로 불교교단은 31본사제(本寺制)로 화하고 본사 주지는 총독, 말사(末寺)는 도지사 · 군수가 명하게 하여 해방될 때까지 유지하였다.

## 현대 한국의 불교 종파
1945년 해방과 더불어 한국불교의 고유성을 되찾는 운동이 전개되어 1954년에서 1962년까지 승단정화(僧團淨化)의 기치를 내세워 1962년 4월 12일 통합종단인 대한불교 조계종이 발족되고 25교구(敎區) 본산제도가 실시되었다.  그러나 대처(帶妻) 측은 끝내 불응하여 대한불교 태고종(太古宗)을 별립(別立)해 나갔고, 조계종단은 교세를 단합하여 한국불교가 직면한 3대불사(도제양성 · 포교사업 · 역경간행)에 박차를 가하였다.
앞서 조계종 이외에도 18종의 신흥불교가 우후죽순격으로 파생되었는데 이를 간결히 정리하면 아래와 같다.  법화신앙계(法華信仰系)를 중심으로 한 대한불교법화종 · 한국불교법화종 · 천태종 · 불입종 · 일승종(一乘宗)이나, 밀교(密敎)를 중심으로 한 진각종(眞覺宗) · 진언종(眞言宗), 정토신앙계(淨土信仰系)를 중심으로 하는 대한불교용화종 · 정토종 · 법상종 · 미륵종 · 천화불교 등이며, 원효를 중심적 사상으로 하는 새 종파가 있는데 원효종 · 화엄종 · 총화회 등이며, 이외에도 등록되지 않은 단체로 영산법화사관음종 · 구세불교가 있고, 비구니교단(比丘尼敎團)으로는 보문종(寶門宗)이 1972년에 등록을 필하였다.

## 같이 보기
- 한국의 불교 종파 목록